# Faro de Pilsum
El faro de Pilsum (en alemán: Pilsumer Leuchtturm) es un faro situado cerca del río Ems, en la costa alemana del Mar del Norte.

## Historia
Fue construido en 1889 como ayuda de la navegación del río. Está situado en un dique cercano al pueblo de Pilsum, en Krummhörn. Durante la Segunda Guerra Mundial se apagó su luz para que los barcos enemigos no pudieran navegar el río. Cuando terminó la guerra ya no fue necesaria su utilización.